# Xiquets Copenhagen
Xiquets Copenhagen es una colla castellera internacional de Copenhague, Dinamarca creada con la finalidad de construir y promocionar los castillos humanos (castells), una tradición originada en Cataluña y reconocida por la UNESCO como Obra Maestra del Patrimonio Oral e Intangible de la Humanidad. El grupo es llevado por sus miembros (castellers) y es dirigido por el comité de dirección (junta) y el equipo técnico (comissió tècnica).

## Historia
Xiquets Copenhagen fue fundado en octubre de 2013. Surgió por el esfuerzo combinado de Søren Sandahl (miembro formal de Ganàpies - Universidad Autónoma de Barcelona), Isaac Abella Appelquist, Casal Català of Copenhagen y los caps de colla originales, Natàlia Quero Prat y Pau Prat (miembro formal de Castellers de Figueres y Castellers de l'Albera). El grupo fue establecido como una organización multicultural, libre de política, con la finalidad de promocionar la tradición de los castells en Dinamarca a través de la celebración de ensayos abiertos y la organización de espectáculos públicos.

## Rendimientos
| Fecha                  | Acontecimiento |
| ---------------------- | --- |
| 10 de octubre de 2014  | Kulturnatten København |
| 31 de julio de 2014    | Helsingor Festival con miembros de Xiquets de l'Alster y Castellers de Sants                                                   |
| 7 de diciembre de 2014 | Spinderiet |
| 13 de junio de 2015    | Gårdfest |
| 8–9 de agosto de 2015  | Kulturhavn |
| 16 de agosto de 2015   | 2200 Godnathistorier |
| 9 de octubre de 2015   | Kulturnatten København |
| 24 de abril de 2016    | Sant Jordi en Mercado de Burgo con Castellers of London                                                                        |
| 30 de abril de 2016    | 48TIMER |
| 11 de junio de 2016    | Humleby |
| 26 de agosto de 2016   | Kulturhavn |
| 1 de octubre de 2016   | Concurs de castells de Tarragona exposición Internacional con Castellers de París, Castellers of London y Castellers d'Andorra |